# Pyrausta germanalis
Pyrausta germanalis is een vlinder van de familie van de grasmotten (Crambidae). De wetenschappelijke naam van deze soort is voor het eerst voorgesteld als Botys germanalis door Herrich-Schäffer in een publicatie uit 1871.
De soort komt voor in Cuba.